# Miguel Ángel Blanco (Albacete)
Miguel Ángel Blanco es  un barrio de Albacete (España) situado al este de la ciudad. Alberga importantes infraestructuras de la capital como la Casa de la Cultura José Saramago, sede de la Universidad Popular de Albacete, la Escuela de Arte de Albacete y el Centro Comercial Albacenter. Tiene 1408 habitantes (2012).

## Toponimia
El barrio lleva el nombre de Miguel Ángel Blanco en honor al concejal del Partido Popular en Ermua (Vizcaya) secuestrado y asesinado por ETA el 13 de julio de 1997.

## Urbanismo
El barrio se estructura en un anillo perimetral exterior compuesto por bloques de viviendas y una gran plaza central que lleva el nombre del barrio: Miguel Ángel Blanco.

## Geografía

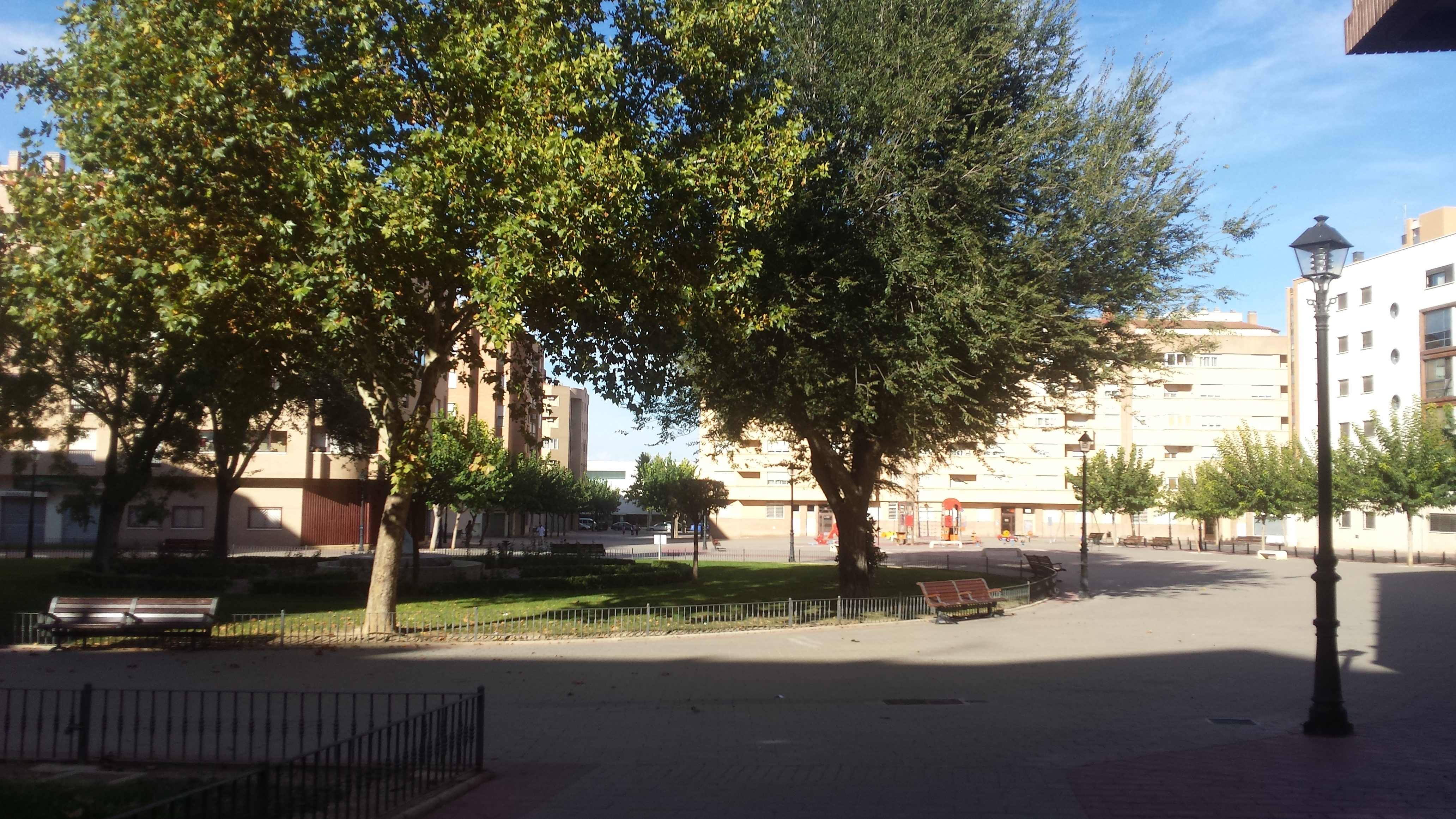
Vista de la plaza Miguel Ángel Blanco en el barrio del mismo nombre

El barrio está situado al este de la ciudad de Albacete, entre las calles carretera de Valencia al sur, Jorge Juan al este, Puerta de Chinchilla al norte y Alcalde Conangla al oeste. Limita con los barrios La Milagrosa al este, La Estrella y Polígono San Antón al norte, el Hospital al sur y Carretas al oeste.

## Demografía
Miguel Ángel Blanco tiene 1408 habitantes (2012): 701 mujeres y 707 hombres.

## Infraestructuras

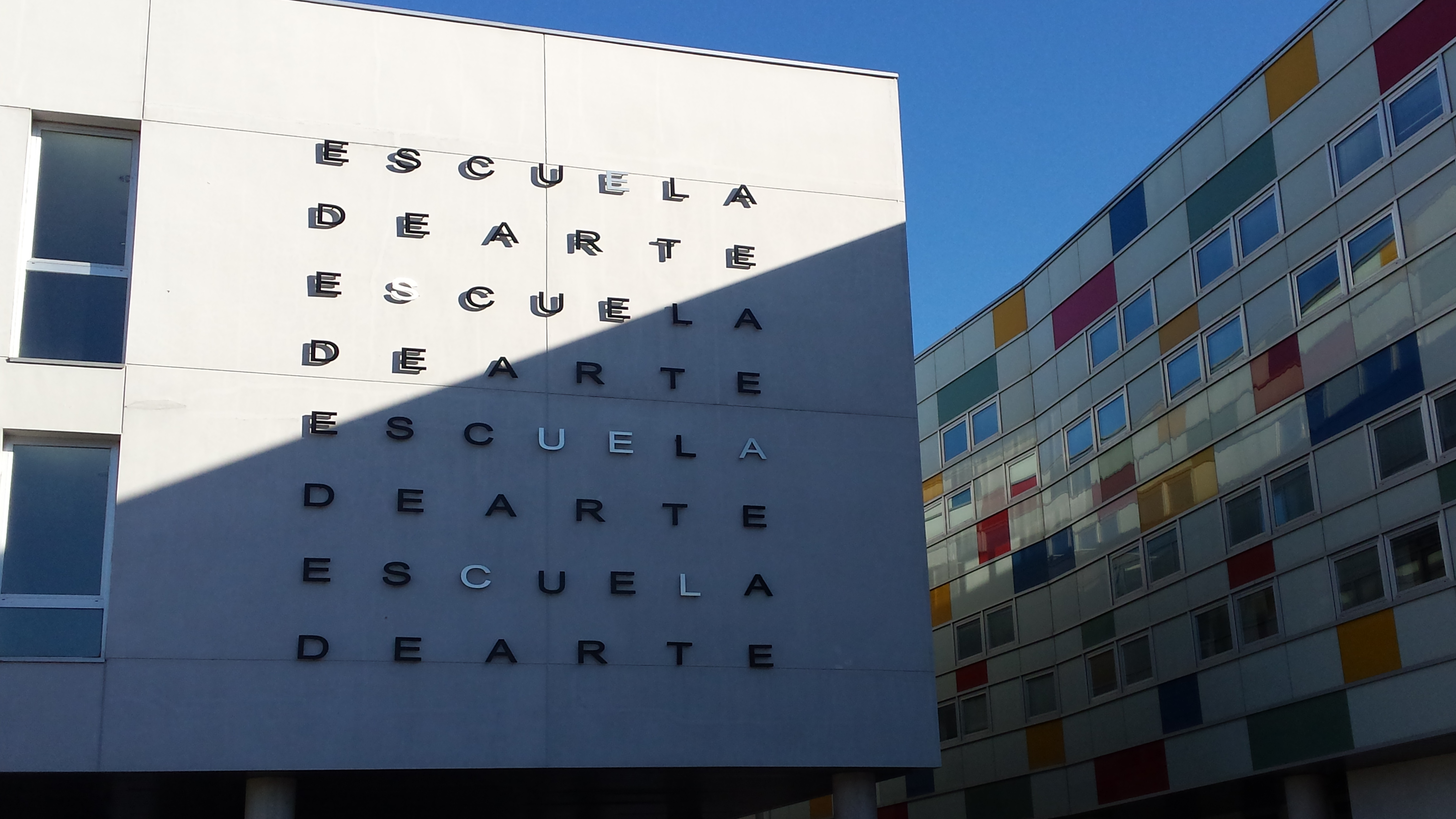
Escuela de Arte de Albacete

El barrio alberga importantes infraestructuras de la ciudad como la  Casa de la Cultura José Saramago, sede de la Universidad Popular de Albacete, la Escuela de Arte de Albacete, centro neurálgico del arte de la capital albaceteña, y la Escuela Municipal de Música Moderna de Albacete en el plano educativo y, en el ámbito comercial, el Centro Comercial Albacenter, que cuenta con más de 60 establecimientos, entre los que se encuentran Mercadona, Primark, Inditex o New Yorker y 1223 plazas de aparcamiento. Además, acoge el Centro Privado Concertado de Educación Infantil, Primaria y Secundaria Diocesano.

## Transporte
El barrio queda conectado mediante las siguientes líneas de autobús urbano:
| Línea | Trayecto | Recorrido                                                         | Frecuencia                                         |
| ----- | --- | ----------------------------------------------------------------- | -------------------------------------------------- |
|       | Campus UCLM - Barrio de Vereda                                                                                                 | Recorrido Archivado el 1 de noviembre de 2014 en Wayback Machine. | 12-18 minutos                                      |
|       | Campus UCLM - Hospital Perpetuo Socorro                                                                                        | Recorrido Archivado el 22 de febrero de 2014 en Wayback Machine.  | 12-18 minutos                                      |
|       | Estación de Ferrocarril - Estación de Autobuses - Hospital General Universitario - Hospital Universitario del Perpetuo Socorro | Recorrido Archivado el 22 de febrero de 2014 en Wayback Machine.  | 15-22 minutos                                      |
|       | Ciudad - Parque Empresarial Campollano                                                                                         | Recorrido Archivado el 17 de abril de 2014 en Wayback Machine.    | Salidas 7:20, 8:20, 14:40, 15:20 (desde la ciudad) |